# Boris Kralj (igralec)
Boris Kralj, slovenski gledališki in filmski igralec in pesnik, * 19. maj 1929, Cerknica, † 16. junij 1995, Ljubljana. 
Leta 1952 je debitiral v ljubljanski Drami, kjer je igral do leta 1982. Igralsko se je izoblikoval v upodobitvah dramskih likov Čehova, Giraudouxa, Krleže, Molièra, Shakespeara, Smoleta ter številnih drugih avtorjev. Kot odličen recitator in interpret je bil tudi eden najpomembnejših radijskih igralcev svojega časa. Na filmu se je uveljavil v Štigličevi Dolini miru (1956) in v Amandusu (1966). 
Je tudi avtor pesniške zbirke Poslavljanja (1991), romana Jaz sem kužek Mix (1992) in spominov Bežanja, beganja, iskanja (1995). 
Za svoje ustvarjanje v gledališču je dvakrat dobil Borštnikovo nagrado (1971, 1975) in bil leta 1990 nagrajen z Borštnikovim prstanom.

## Filmografija
- Veter v mreži  (1989),
- Poletje v školjki 2 (1988),
- Živela svoboda (1987),
- Ljubezni Blanke Kolak (1987),
- Poletje v školjki (1986),
- Na istarski način (1985),
- Naš človek (1985),
- Ujed anđela (1984),
- Deseti brat (1982),
- Okupacija v 26 slikah (1978),
- Akcija Stadion (1977),
- Idealist (1976),
- Večeri Julijana Stepnika (1975, TV),
- Pomladni veter (1974),
- Begunec (1973),
- Na klancu (1971),
- Amandus (1966),
- Lažnivka (1965),
- Sudar na paralelama (1961),
- Parče plavog neba (1961),
- Pet minuta raja (1959),
- Ne čakaj na maj (1957),
- Dolina miru (1956),
- Trenutki odločitve (1955),
- Am Anfang War Es Sünde (1954),
- Vesna (1953),
- Jara gospoda (1953).